# Moyra Hiscox
Moyra Hiscox   (21 de novembre de 1937), també coneguda com a Molly Hiscox, és una atleta anglesa, especialista en curses de velocitat, que va competir durant la dècada de 1950.
En el seu palmarès destaca una medalla de bronze en la cursa dels 400 metres del Campionat d'Europa d'atletisme de 1958, rere les soviètiques Maria Ítkina i Iekaterina Parliuk. A nivell internacional va participar en els Jocs de la Commonwealth de 1958. El 2 d'agost de 1958 va batre el rècord mundial de les 440 iardes al White City Stadium amb un temps de 55,6", sent la primera vegada que una dona britànica ostentava aquest honor a l'era de la IAAF. A nivell nacional destaca un subcampionat en la cursa de les 220 iardes.

## Millors marques
- 100 iardes. 11.1" (1960)
- 200 metres. 23.9" (1959)
- 400 metres. 54.0" (1959)[3][5]